# Óscar Whalley
Óscar Alexander Whalley Guardado (ur. 29 marca 1994 w Saragossie) – hiszpański piłkarz pochodzenia brytyjskiego i meksykańskiego występujący na pozycji bramkarza w meksykańskim Chivas Guadalajara.